# Kostel svatého Kříže (Prešov)
Kostel svatého Kříže se nachází v Prešově.
Barokní kostelík byl vybudován na Kalvárii v roce 1753. Stavbu řídil František Perger, který stavěl Kalvárii v Banské Štiavnici a po jejím dokončení přišel v roce 1751 do Prešova.
Nástěnné malby v interiéru jsou dílem prešovského malíře Ondreje Trtiny, který vyzdobil také oltář s motivem Golgoty (roku 1765), inspirovaný Kalvárií v Banské Štiavnici. Ondrej Trtina působil na více místech východního Slovenska, nejvíce na Spiši, ale vracel se i do Prešova. V kostele sv. Kříže při využití bohatých barev a světla vytvořil v nevelkém interiéru vrcholně barokní prostor, působící opticky mnohem větším dojmem. V kostele nad oltářem jsou tři kříže a socha Panny Marie, sv. Jana apoštola a Máří Magdaleny.
V roce 1766 byly postaveny dvě boční kaple po obou stranách kostela a níže na přístupu k objektu situovaná budova s balkonem s plastikou "Ecce homo!". Varhany byly instalovány v roce 1768. Následujícího roku byl kostel slavnostně vysvěcen s celým do té doby stojícím komplexem kalvárie. V kostele jsou tři zvony, z roku 1752, 1774 a 1824. Poslední z nich byl odlit v prešovské dílně z děla z roku 1544, které bylo nalezeno v městských příkopech.